# Rip Kirby
Rip Kirby es una tira de prensa de género policiaco creada por el dibujante estadounidense Alex Raymond en 1946, publicada en la prensa norteamericana hasta 1999.

## Trayectoria editorial
Comenzó a publicarse, distribuida por la King Features Syndicate, el 4 de marzo de 1946, en formato de tira diaria (daily strip). Según parece, la idea original de la serie fue de Ward Greene y Fred Dickenson. Raymond, que antes de la guerra había dado vida al conocido personaje Flash Gordon, dibujó la tira hasta su muerte, ocurrida en accidente de automóvil el 6 de septiembre de 1956. En un primer momento, el propio dibujante escribía también los guiones, pero desde 1952 (o, según algunos, desde 1948) fue auxiliado por Fred Dickenson.
Tras la muerte de Raymond, tomó el relevo de la serie John Prentice, quien a su vez contó con la ayuda de dibujantes como Alden McWilliams, Al Williamson y William Boring. Dejó de publicarse el 26 de junio de 1999.

## Argumento
El protagonista homónimo es un detective neoyorquino, aunque muy distante de los patrones del género. Es un antiguo combatiente de la Segunda Guerra Mundial, alto y atlético, de mediana edad. Viste con elegancia, lleva gafas de gruesa montura, fuma en pipa y es amante del coñac y la música clásica (toca el piano). Le gustan también el golf y los coches deportivos. Vive en un confortable apartamento con Desmond, un exconvicto inglés transformado en sofisticado mayordomo. Kirby está prometido a la rubia Honey Dorian, pero en su amor se cruza con frecuencia la morena Pagan Lee, con lo que las historias de la serie no discurren siempre por los cauces habituales del género policiaco, sino que se da cabida a temáticas propias de otros géneros, como el melodrama sentimental.
En sus aventuras consigue descifrar los más intrincados casos, mostrando influencias tanto de Dashiell Hammett como de Agatha Christie. En palabras de Ricardo Aguilera y Lorenzo Díaz

Los casos se resolvían según la pauta de "¿Quién es el asesino?", pero los malhechores pertenecían a todos los estamentos de la sociedad y se movían por pasiones humanas perfectamente reconocibles y creíbles. Carecía de la falsedad inherente al mundo de Christie, centrándose en la realidad social del momento, aunque sin sacar demasiada punta a las cosas.

## Ediciones en español

### Alex Raymond
- Revista Patoruzito (Argentina, 1945).[2]
- Rip Kirby #1. Biblioteca Grandes del Cómic. Barcelona, Planeta DeAgostini, 2004. Tiras originales de los años 1946-1947.
- Rip Kirby #2. Biblioteca Grandes del Cómic. Barcelona, Planeta DeAgostini, 2005. Tiras originales de los años 1947-1949.
- Rip Kirby #3. Biblioteca Grandes del Cómic. Barcelona, Planeta DeAgostini, 2005. Tiras originales de los años 1949-1951.
- Rip Kirby #4. Biblioteca Grandes del Cómic. Barcelona, Planeta DeAgostini, 2005. Tiras originales de los años 1951-1953.
- Rip Kirby #5. Biblioteca Grandes del Cómic. Barcelona, Planeta DeAgostini, 2005. Tiras originales de los años 1953-1954.
- Rip Kirby #6. Biblioteca Grandes del Cómic. Barcelona, Planeta DeAgostini, 2005. Tiras originales de los años 1954-1956.

### Alex Raymond / Fred Dickenson-John Prentice
- Rip Kirby #7. Biblioteca Grandes del Cómic. Barcelona, Planeta DeAgostini, 2005. Tiras originales de los años 1956-1958.

### Fred Dickenson-John Prentice
- Rip Kirby #8. Biblioteca Grandes del Cómic. Barcelona, Planeta DeAgostini, 2005. Tiras originales de los años 1958-1960.
- Rip Kirby #9. Biblioteca Grandes del Cómic. Barcelona, Planeta DeAgostini, 2005. Tiras originales de los años 1960-1962.
- Rip Kirby #10. Biblioteca Grandes del Cómic. Barcelona, Planeta DeAgostini, 2006. Tiras originales de los años 1962-1963.
- Rip Kirby #11. Biblioteca Grandes del Cómic. Barcelona, Planeta DeAgostini, 2006. Tiras originales de los años 1963-1965.
- Rip Kirby #12. Biblioteca Grandes del Cómic. Barcelona, Planeta DeAgostini, 2006. Tiras originales de los años 1965-1967.